# 生田保夫
生田 保夫（いくた やすお、1943年8月15日-）は、日本の経済学者。専攻は、交通経済学・交通論。流通経済大学名誉教授。東京都北区滝野川出身。

## 経歴
- 気象大学校を経て、1967年 明治大学商学部卒業[2]
- 1972年 明治大学大学院商学研究科 博士課程修了[3](指導教授は麻生平八郎[4])
- 1978年 商学博士[5]
- 1978年 流通経済大学 経済学部 専任講師[6]
- 1979年 流通経済大学 経済学部 助教授[7]
- 1985年 流通経済大学 経済学部 教授[8] (2014年3月まで)[9]
- 1993年 明治大学 商学部 非常勤講師[10]
- 2014年 流通経済大学 名誉教授[9]

## 所属学会
- 日本交通学会 [11]
- 日本海運経済学会 [12]
- 日本物流学会 [13]
- 鉄道史学会 [14]

## 著書

### 単著
- 『アメリカ国民経済の生成と鉄道建設』泉文堂,1980年,ISBN 978-4793001185
- 『交通学の視点』 流通経済大学出版会,1998年[15]
- 『交通学の視点(改訂版)』 流通経済大学出版会,2004年[16]
- 『私的交通システム論』 流通経済大学出版会,2011年,ISBN 978-4947553522

### 共著
- 『現代の交通 環境・福祉・市場』 税務経理協会,2000年,ISBN 978-4419035303

### 論文
- 「アメリカ開発経済と鉄道建設-アメリカ鉄道経済の成立-」『交通学研究』,日本交通学会,1977年, NAID 40001236635
- 「交通サービスの性質と私的交通の拡大」『交通学研究』,日本交通学会,1982年, NAID 40001236902
- 「情報化社会と交通-私的交通の問題を中心として」『流通問題研究』,流通経済大学流通問題研究所,1990年）NAID 110007189985
- 「グローバル社会における交通学的接近-資源利用の二重性と「資源費用」概念の導入」『流通経済大学創立五十周年記念論文集』,流通経済大学,2016年, NAID 120006217811

ほか

## 受賞
- 1981年度 日本交通学会賞(著書「アメリカ国民経済の生成と鉄道建設」)[17]

## 社会的活動
- 日本交通学会 評議員幹事(1990年 - 1997年)[18]